# Reindeer Valley
Das Reindeer Valley (englisch für Rentiertal) ist ein Tal an der Nordküste Südgeorgiens im Südatlantik. Es liegt auf der Barff-Halbinsel und verbindet die Godthul am Südatlantik mit der Sandebugten an der Cumberland East Bay.
Der South Georgia Survey kartierte das Tal im Zuge seiner von 1951 bis 1957 durchgeführten Vermessungskampagne. Das UK Antarctic Place-Names Committee benannte es 1958 nach der Einführung von Rentieren auf Südgeorgien durch norwegische Walfänger im Jahr 1909.